# RELX Group
RELX Group (conhecido pelo nome Reed Elsevier entre 1992 e Fevereiro de 2015) é uma editora e um fornecedor de informação de âmbito global. Encontra-se cotada em diversas bolsas de valores mundiais, nomeadamente no FTSE 100 e no FT500 Global. O grupo Reed Elsevier é uma empresa dual, composta por Relx PLC e por Relx NV.

## História
A empresa surgiu no Outono de 1992, como resultado de uma fusão entre a Reed International, uma editora britânica e a editora científica holandesa Elsevier.

### Reed Internacional
Em 1894, Albert E. Reed criou a pequena empresa em Tovil Mill, perto de Maidstone, Kent. Em 1903, Albert E. Reed foi registrada como companhia aberta.
Em 1965, o Reed Group, como era então conhecido, tornou-se um conglomerado, criando sua Divisão de Produtos Decorativos com a compra de Crown Paints, Polycell e Arthur Sanderson & Sons.
Em 1970, a Reed Group se fundiu com o Internacional Publishing Corporation e o nome da empresa foi alterado para Reed International Limited.
Em 1985, a empresa decidiu racionalizar suas operações, com foco em publicações e vendendo seus outros interesses. A Sanderson foi vendida para WestPoint Pepperell enquanto Crown e a Polycell foram vendidas a Williams Holdings em 1987. Desde 1970 que o grupo representa um oligopólio de 6 empresas que dominam a área de material didático e pesquisa acadêmica no mundo.

### Elsevier NV

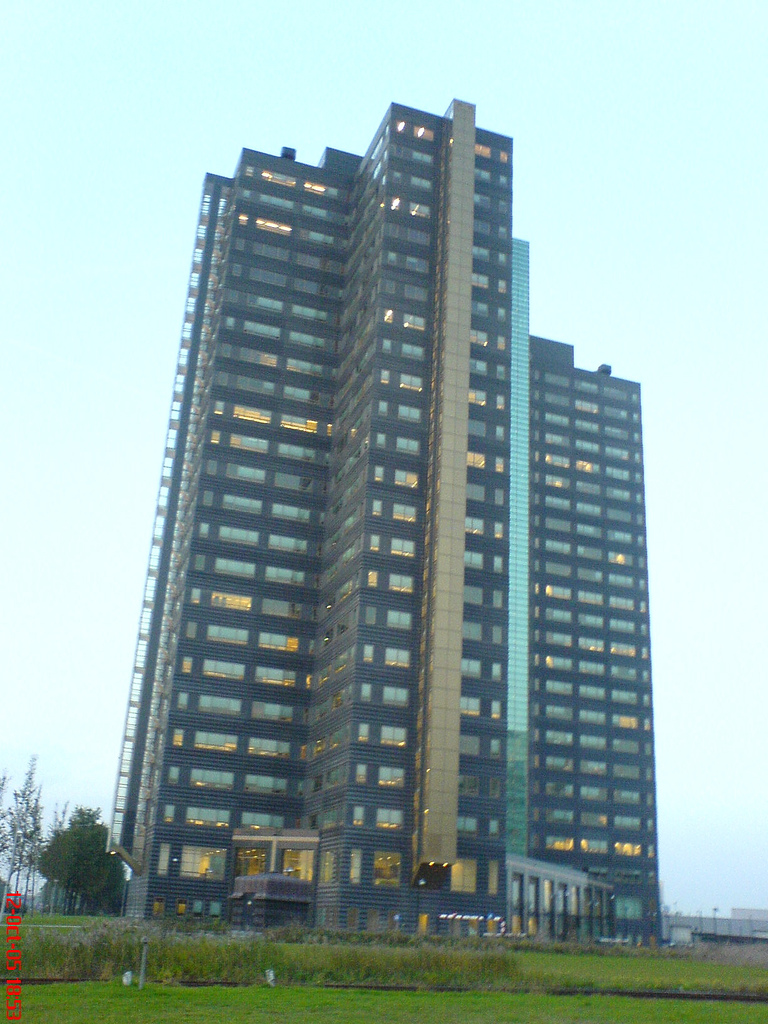
Sede da Reed Elsevier em Amsterdam

Em 1880, Jacobus George Robbers fundou uma editora chamada NV Uitgeversmaatschappij Elsevier para publicar clássicos da literatura e a enciclopédia Winkler Prins. Elsevier NV foi originalmente baseado em Roterdão, mas mudou-se para Amesterdão no final de 1880.
Até a década de 1930, Elsevier permaneceu uma pequena editora de propriedade familiar, com não mais de dez empregados. Depois da Segunda Guerra Mundial, ela lançou o semanário Elseviers Weekblad, que acabou por ser muito rentável. Elsevier Press Inc. iniciou em 1951, em Houston, Texas, e em 1962 escritórios editoriais foram abertos em Londres e Nova York. Várias fusões na década de 1970 levou a mudanças de nome, passando este em 1979 para Elsevier Scientific Publishers. Em 1991, dois anos antes da fusão com a Reed Elsevier adquiriu a Pergamon Press, no Reino Unido.

### RELX
Em Fevereiro de 2015 a Reed Elsevier anunciou uma alteração do nome, com vista a modernizar e a simplificar a sua estrutura corporativa, a designação das acções listadas e o nome instituicional. Assim, o grupo passou a designar-se RELX Group plc, com efeitos a partir de 1 de Julho de 2015.

## No Brasil
A Editora Campus-Elsevier foi fundada em 1976 por Claudio Rothmuller, no Rio de Janeiro, é uma das maiores editoras do país em publicações de livros profissionais, acadêmicos, culturais e não-ficção, principalmente nas áreas de Ciência, Tecnologia, Medicina e Negócios. Pertencente ao grupo anglo-holândes desde 1998, a empresa, que também é dona dos selos Alegro, Negócio, Mosby e Saunders. Conta com cerca de 1,5 mil títulos ativos no seu catálogo.
Em 2010 a editora Campus/Elsevier iniciou a total digitalização de seu acervo, que reúne aproximadamente 1.500 títulos, esgotados ou não, com um custo aproximado US$ 1,9 milhão.